# Transportes Coletivos Trevo
Transportes Coletivos Trevo S/A (conhecida apenas por Trevo) é uma empresa de transporte coletivo brasileira, com sede na cidade de Porto Alegre, no estado do Rio Grande do Sul. É uma das maiores empresas de ônibus privadas da cidade, com mais de 120 veículos em operação e mais de 800 colaboradores. Está associada ao Consórcio Sistema Transportador Sul (STS). Sua numeração no sistema de transporte é a 10.

## Histórico
A Trevo foi fundada no dia 21 de julho de 1959, em sociedade, por Silvestre Sauter e Elmo Born. Inicialmente, operou com apenas 4 micro-ônibus. Ao longo dos anos realizou grande expansão em sua frota e serviços. Durante a década de 1960 e 70 adquiriu as empresas  Camaquã, Maracanã, Guarujá e Guarani. Todas, da zona sul da cidade.

## Ações sociais
A valorização humana é uma das características marcantes da Trevo, destacando-se em todas as ações desenvolvidas pela empresa. O bem-estar dos colaboradores e familiares faz parte do auxílio à comunidade em que faz parte tanto em projetos para entidades sociais como em ações realizadas nas dependências da empresa, como atividades visando a preocupação com o meio ambiente. A empresa também participa dos eventos de valorização ligados a cultura gaúcha, como o Desfile de 20 de Setembro. O Piquete dos Bombachudos reúne colaboradores para a divulgação dos costumes tradicionalistas.

## Prêmios e méritos
A Trevo é reconhecida por ser a melhor empresa privada da cidade de Porto Alegre, recebe desde 2000 o prêmio Top of Mind da Revista Amanhã. Em 2004, recebeu o prêmio da NTU pelo pioneirismo de Silvestre Sauter, fundador da empresa pelos bons serviços prestados ao longo da história. A empresa ganhou a Medalha do Mérito do Transporte Urbano Brasileiro – 2004, pela valiosa contribuição prestada ao transporte porto-alegrense. No mesmo ano, os fundadores da Trevo foram homenageados pela Câmara Municipal de Porto Alegre, através da inauguração de duas ruas no Bairro Moradas da Hípica.